# إميلي المجرمة
إميلي المجرمة (بالإنجليزية: Emily the Criminal)‏ هو فيلم جريمة أمريكي لعام 2022، من سيناريو وإخراج جون باتون فورد، تم عرضه لأول مرة في مهرجان صندانس السينمائي في 24 يناير 2022، وتم إصداره في الولايات المتحدة في 12 أغسطس 2022.

## الممثلون
- أوبري بلازا بدور إميلي بينيتو
- ثيو روسي في دور يوسف
- ميجالين اتشكوك بدور ليز
- جينا غيرشون بدور أليس
- جوناثان أفيغدوري بدور خليل
- برناردو باديلو في دور خافيير
- براندون سكلينار في دور برنت

## روابط خارجية
- إميلي المجرمة على موقع IMDb (الإنجليزية)
- إميلي المجرمة على موقع ميتاكريتيك (الإنجليزية)
- إميلي المجرمة على موقع روتن توميتوز (الإنجليزية)
- إميلي المجرمة على موقع ألو سيني (الفرنسية)
- إميلي المجرمة على موقع أول موفي (الإنجليزية)
- إميلي المجرمة على موقع قاعدة بيانات الفيلم (الإنجليزية)
- إميلي المجرمة على موقع ليتربوكسد (الإنجليزية)
- إميلي المجرمة على موقع كينوبويسك (الروسية)